# Caborde des Montboucons
La caborde des Montboucons est une cabane en pierre sèche viticole sise aux Montboucons à Besançon, en France. Elle est classée monument historique depuis 1982.

## Histoire
L'édifice, qui est situé au 12, rue François-Arago, a été classé monument historique le 4 octobre 1982. Selon sa fiche, il date du XVIIe ou XVIIIe siècle.

## Architecture
Avec sa base cylindrique, son couvrement en forme de cloche débordant en rive, cette grande cabane de l’ancien vignoble de Besançon, relève d’un type morphologique répandu dans plusieurs régions à substrat calcaire (Dordogne, Lot, Corrèze, Aveyron, Saône-et-Loire, Ardèche, Hérault, Vaucluse, Bouches-du-Rhône, Alpes-de-Haute-Provence, Drôme, etc.).